# Municipio Uriondo
Das Municipio Uriondo (auch: Concepción) liegt im Departamento Tarija im südamerikanischen Anden-Staat Bolivien. Es wurde nach dem chilenisch-argentinischen Freiheitskämpfer Oberst Francisco Pérez de Uriondo benannt.

## Lage im Nahraum
Das Municipio Uriondo ist das östliche der beiden Municipios der Provinz José María Avilés. Es grenzt im Osten und Norden an die Provinz Cercado, im Westen an das Municipio Yunchará und im Süden an die Provinz Aniceto Arce.

## Geographie
Das Municipio Uriondo liegt im südlichen Bolivien an den Ostabhängen der östlichen Anden-Gebirgskette am Übergang zum bolivianischen Tiefland.
Die mittlere Durchschnittstemperatur in den Tallagen der Region liegt bei 19 °C (siehe Klimadiagramm Tarija), die monatlichen Durchschnittstemperaturen schwanken zwischen 14 °C im Juni und Juli und 22 °C im Dezember bis März. Der Jahresniederschlag beträgt etwa 550 mm, bei einer ausgeprägten Trockenzeit von April bis Oktober mit Monatsniederschlägen zwischen 0 und 30 mm, und einer Feuchtezeit von Dezember bis Februar mit Monatsniederschlägen von etwa 120 mm.

## Bevölkerung
Die Einwohnerzahl des Municipio Uriondo ist zwischen 1992 und 2024 um mehr als ein Drittel angestiegen:
| Jahr | Einwohner | Quelle       |
| ---- | --------- | ------------ |
| 1992 | 11.174    | Volkszählung |
| 2001 | 12.331    | Volkszählung |
| 2012 | 14.744    | Volkszählung |
| 2024 | 15.954    | Volkszählung |

Die Bevölkerungsdichte des Municipio bei der letzten Volkszählung von 2024 betrug 19,6 Einwohner/km², der Anteil der städtischen Bevölkerung lag bei 0 Prozent, die Lebenserwartung der Neugeborenen im Jahr 2001 lag bei 64,5 Jahren.
Der Alphabetisierungsgrad bei den über 19-Jährigen beträgt 72 Prozent, und zwar 84 Prozent bei Männern und 61 Prozent bei Frauen (2001).

## Politik
Ergebnis der Regionalwahlen (concejales del municipio) vom 4. April 2010:
| Wahl- berechtigte |  | Wahl- beteiligung | gültige Stimmen |  | CC     | MAS-IPSP | FAU    | UVA   |
| ----------------- |  | ----------------- | --------------- |  | ------ | -------- | ------ | ----- |
| 7.785             |  | 6.733             | 5.200           |  | 2.225  | 1.289    | 1.199  | 487   |
|                   |  | 86,5 %            | 77,2 %          |  | 42,8 % | 24,8 %   | 23,1 % | 9,4 % |

Ergebnis der Regionalwahlen (elecciones de autoridades políticas) vom 7. März 2021:
| Wahl- berechtigte |  | Wahl- beteiligung | gültige Stimmen |  | MAS-IPSP | UNIDOS POR TARIJA | COMUNIDAD POR TODOS | ISA    | MTS    |
| ----------------- |  | ----------------- | --------------- |  | -------- | ----------------- | ------------------- | ------ | ------ |
| 11.101            |  | 9.709             | 8.674           |  | 3.710    | 3.644             | 1.117               | 78     | 54     |
|                   |  | 87,46 %           | 89,45 %         |  | 42,77 %  | 42,01 %           | 12,88 %             | 0,90 % | 0,62 % |

## Gliederung
Das Municipio unterteilt sich in die folgenden drei Kantone (cantones):
- 06-0401-01 Kanton Uriondo – 36 Ortschaften – 10.359 Einwohner – zentraler Ort: Valle de Concepción
- 06-0401-02 Kanton Juntas – 16 Ortschaften – 1.931 Einwohner – zentraler Ort: Juntas
- 06-0401-03 Kanton Chocloca – 15 Ortschaften – 2.454 Einwohner – zentraler Ort: Chocloca

## Ortschaften im Municipio Uriondo
- Kanton Uriondo
  - Valle de Concepción 1722 Einw. – Calamuchita 1228 Einw. – Muturayo 591 Einw.

- Kanton Juntas
  - Juntas 237 Einw.

- Kanton Chocloca
  - La Compañía 639 Einw. – Chocloca 247 Einw.